# کارلو د مارکی
کارلو ده مارکی (به ایتالیایی: Carlo De Marchi) بازیکن فوتبال و اهل ایتالیا است که از سال ۱۹۱۲ میلادی عضو تیم ملی فوتبال ایتالیا بوده و در ۱ بازی ملی حضور داشته‌است. او در بازی‌های ملی‌اش گلی به ثمر نرساند.
کارلو ده مارکی آخرین بازی ملی خود را در سال ۱۹۱۲ میلادی انجام داد.